# 미야기현 선거구
미야기현 선거구(일본어: 宮城県選挙区)는 일본의 참의원 선거구이다.

## 선거구 정보
| 지역      | 미야기현 전역            |
| 의원 정수 | 2명 (개선 정수 1명)      |
| 유권자 수 | 1,923,856명 (2022년 9월) |

## 역대 의원
| 홀수회                         | 홀수회                       | 홀수회        | 짝수회                       | 짝수회                       | 짝수회                   |
| 의원 1                         | 의원 2                       | 선거          | 선거                         | 의원 1                       | 의원 2                   |
| ------------------------------ | ---------------------------- | ------------- | ---------------------------- | ---------------------------- | ------------------------ |
| 사이 다케오 (일본사회당)       |                              | 1947년 제1회  | 1947년 제1회                 | 다카하시 게이 (민주당)       |                          |
| 사이 다케오 (일본사회당)       |                              | 1950년 제2회  | 다카하시 신타로 (자유당)     |                              |                          |
| 요시노 신지 (자유당)           | 1953년 제3회                 |               | 다카하시 신타로 (자유당)     |                              |                          |
| 요시노 신지 (자유당)           |                              | 1956년 제4회  | 다카하시 신타로 (자유민주당) |                              |                          |
| 무라마쓰 히사요시 (자유민주당) | 1959년 제5회                 |               | 다카하시 신타로 (자유민주당) |                              |                          |
| 무라마쓰 히사요시 (자유민주당) |                              | 1962년 제6회  | 다카하시 신타로 (자유민주당) |                              |                          |
| 도다 기쿠오 (일본사회당)       | 1965년 제7회                 | 1965년 보궐   | 다카하시 분고로 (자유민주당) |                              |                          |
| 도다 기쿠오 (일본사회당)       |                              | 1968년 제8회  | 다카하시 분고로 (자유민주당) |                              |                          |
| 도다 기쿠오 (일본사회당)       | 1971년 제9회                 |               | 다카하시 분고로 (자유민주당) |                              |                          |
| 도다 기쿠오 (일본사회당)       |                              | 1974년 제10회 | 엔도 가나메 (자유민주당)     |                              |                          |
| 오이시 부이치 (자유민주당)     | 1977년 제11회                |               | 엔도 가나메 (자유민주당)     |                              |                          |
| 오이시 부이치 (자유민주당)     |                              | 1980년 제12회 | 엔도 가나메 (자유민주당)     |                              |                          |
| 호시 조지 (자유민주당)         | 1983년 제13회                |               | 엔도 가나메 (자유민주당)     |                              |                          |
| 호시 조지 (자유민주당)         |                              | 1986년 제14회 | 엔도 가나메 (자유민주당)     |                              |                          |
| 구리무라 가즈오 (일본사회당)   | 1989년 제15회                |               | 엔도 가나메 (자유민주당)     |                              |                          |
| 하기노 고키 (연합회)           | 1992년 보궐                  | 1992년 제16회 | 엔도 가나메 (자유민주당)     |                              |                          |
| 이치카와 이치로 (무소속)       | 가메야 히로아키 (자유민주당) | 1995년 제17회 | 엔도 가나메 (자유민주당)     |                              |                          |
| 오카자키 도미코 (민주당)       | 가메야 히로아키 (자유민주당) | 1997년 보궐   | 엔도 가나메 (자유민주당)     |                              |                          |
| 오카자키 도미코 (민주당)       | 가메야 히로아키 (자유민주당) |               | 1998년 제18회                | 사쿠라이 미쓰루 (민주당)     | 이치카와 이치로 (무소속) |
| 오카자키 도미코 (민주당)       | 아이치 지로 (무소속)         | 2001년 제19회 |                              | 사쿠라이 미쓰루 (민주당)     | 이치카와 이치로 (무소속) |
| 오카자키 도미코 (민주당)       | 아이치 지로 (무소속)         |               | 2004년 제20회                | 이치카와 이치로 (자유민주당) | 사쿠라이 미쓰루 (민주당) |
| 오카자키 도미코 (민주당)       | 아이치 지로 (자유민주당)     | 2007년 제21회 |                              | 이치카와 이치로 (자유민주당) | 사쿠라이 미쓰루 (민주당) |
| 오카자키 도미코 (민주당)       | 아이치 지로 (자유민주당)     |               | 2010년 제22회                | 구마가이 유타카 (자유민주당) | 사쿠라이 미쓰루 (민주당) |
| 아이치 지로 (자유민주당)       | 와다 마사무네 (모두의 당)    | 2013년 제23회 |                              | 구마가이 유타카 (자유민주당) | 사쿠라이 미쓰루 (민주당) |
| 아이치 지로 (자유민주당)       | 와다 마사무네 (모두의 당)    |               | 2016년 제24회                | 사쿠라이 미쓰루 (민진당)     |                          |
| 이시가키 노리코 (입헌민주당)   |                              | 2019년 제25회 |                              | 사쿠라이 미쓰루 (민진당)     |                          |
| 이시가키 노리코 (입헌민주당)   |                              | 2022년 제26회 | 사쿠라이 미쓰루 (자유민주당) |                              |                          |

## 최근 선거 결과

### 2016년 (제24회)
|  | 51.10% |

|  | 46.98% |

|  | 1.92% |

### 2019년 (제25회)
|  | 48.63% |

|  | 47.65% |

|  | 3.72% |

### 2022년 (제26회)
|  | 51.94% |

|  | 29.81% |

|  | 10.10% |

|  | 5.81% |

|  | 2.34% |

## 같이 보기
- 미야기현 제1구
- 미야기현 제2구
- 미야기현 제3구
- 미야기현 제4구
- 미야기현 제5구
- 미야기현 제6구